# Église Saint-Léon de Westmount
L'église Saint-Léon de Westmount est une église catholique de la Westmount. Elle est située au 4311, boulevard De Maisonneuve ouest.

## Histoire
Vers la fin XIXe siècle, Montréal s'étendait rapidement vers l'est. Westmount, par contre, où résidaient les classes dirigeantes, se développait plus lentement. Jusqu'au début du XXe siècle, les catholiques de Westmount devaient se rendre dans d'autres quartiers pour assister à la messe.
C'est en 1901 que l'archevêque de Montréal, Mgr Paul Bruchési, approuve la division de la paroisse Notre-Dame-de-Grâce et la formation de la nouvelle paroisse Saint-Léon qui desservira les catholiques anglophones et francophones de Westmount.
L'église Saint-Léon-de-Westmount est la première église catholique destinée aux francophones de la ville de Westmount. Le curé fondateur, l’abbé Joseph-Alexandre-Stanislas Perron, demande à l’architecte montréalais Georges-Alphonse Monette de dresser les plans de l’église du style néo-roman. Les travaux débutent en octobre 1901. La bénédiction de la pierre angulaire eut lieu le 18 mai 1902 et l’église est inaugurée le 11 octobre 1903. La façade actuelle date de 1920 et succède à la façade de style néo-roman d’origine.
Quand, en 1928, le curé Gauthier s'adresse à Guido Nincheri (1885-1973) pour décorer l'église Saint-Léon, il lui confie l'ensemble du projet. L'artiste dressera le plan de la décoration intérieure, et de plus, il réalisera lui-même les fresques, les vitraux et les dessins de tous les autres éléments ornementaux qu'elle comporte. C'est ce qui fera l'originalité de cette église dans l'œuvre de Nincheri, que l'on considère comme le grand chef-d'œuvre de sa vie. Pour l'assister dans son travail, Nincheri aura recours à plusieurs confrères d'origine italienne pour réaliser les travaux d'ébénisterie et les sculptures en bois, le maître-autel, la chaire et la balustrade du chœur ainsi que les statues de marbre.
L'intérieur de l'église est recouvert de pierres choisies et les bancs sont en noyer du Honduras, alors que le chemin de croix est en bronze coulé dont les moules furent réalisés par un atelier de Florence. Ce chantier, auquel certains de ces artisans consacreront plusieurs années de leur vie, s'étendra de 1928 à 1944 pour le gros œuvre et à 1957 pour la décoration.
L'église Saint-Léon-de-Westmount est reconnue comme un lieu historique national du Canada en 1997 grâce essentiellement à l'œuvre de Nincheri.

## Galerie

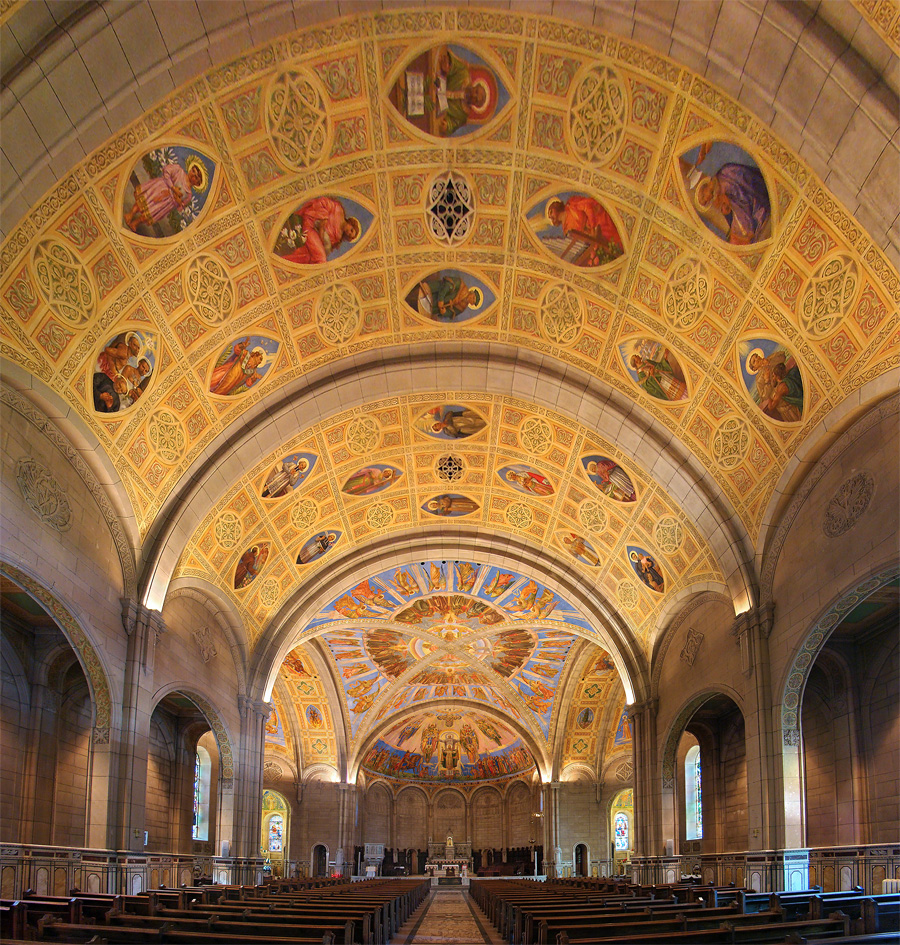
L'intérieur
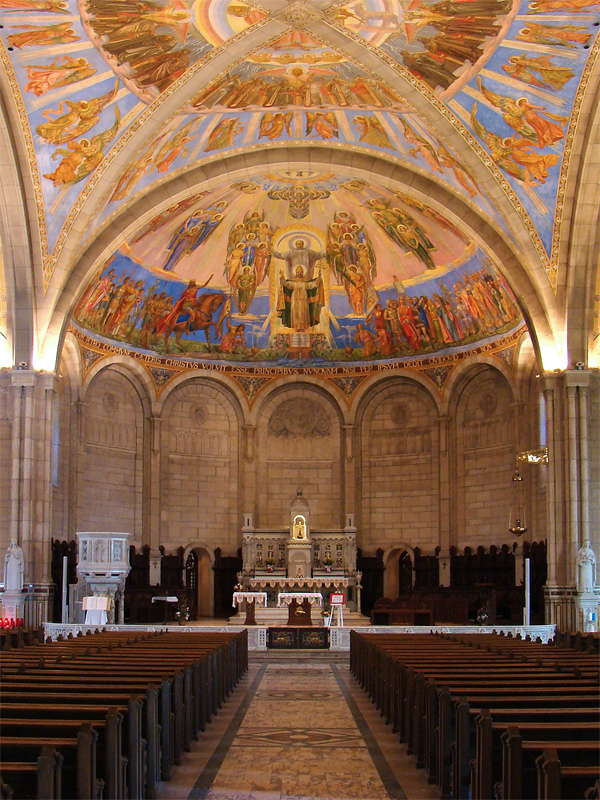
Le sanctuaire
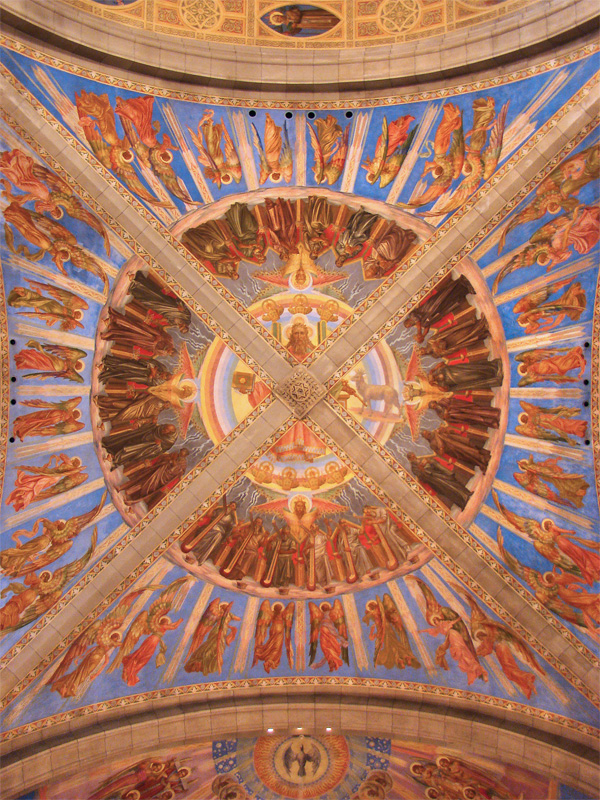
Voûte à la croisée du transept
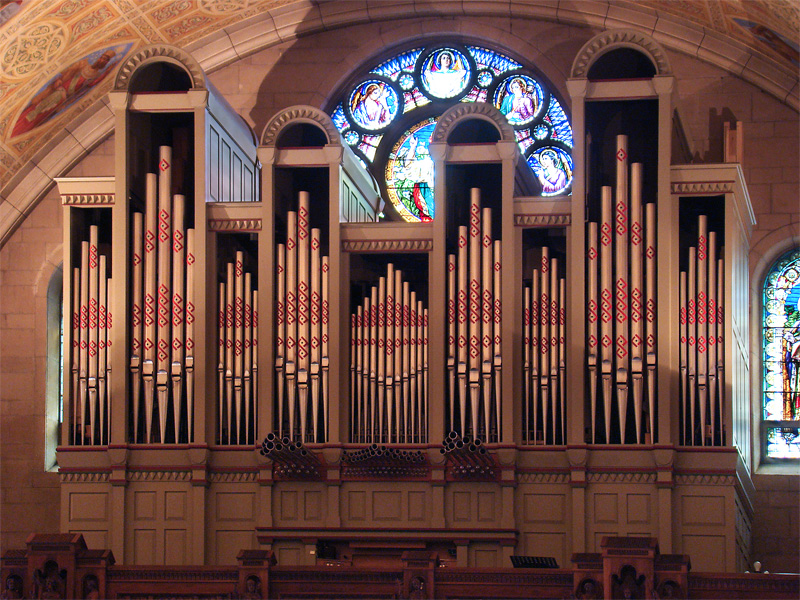
Orgue
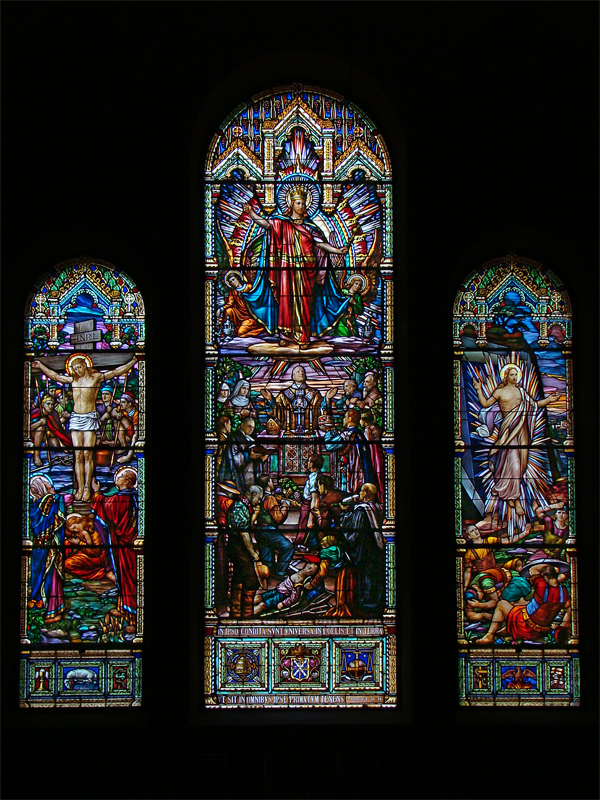
Vitraux du transept sud
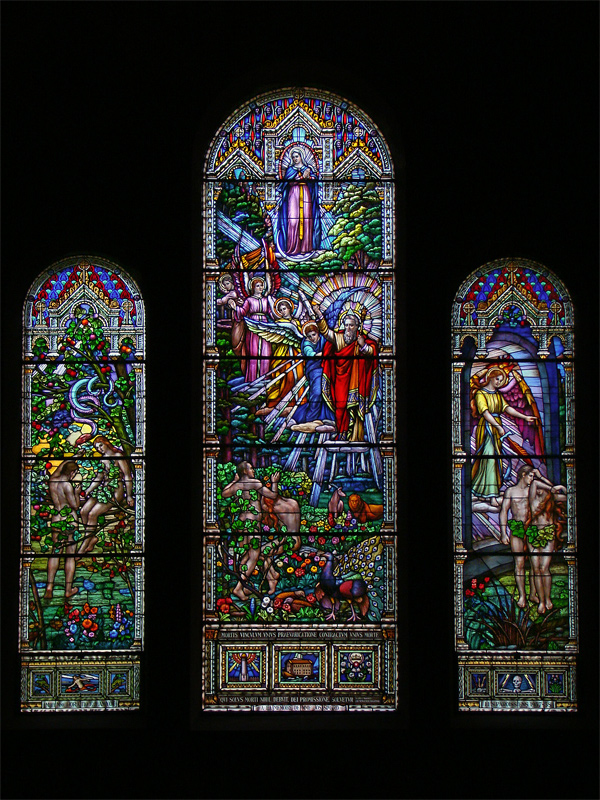
Vitraux du transept nord
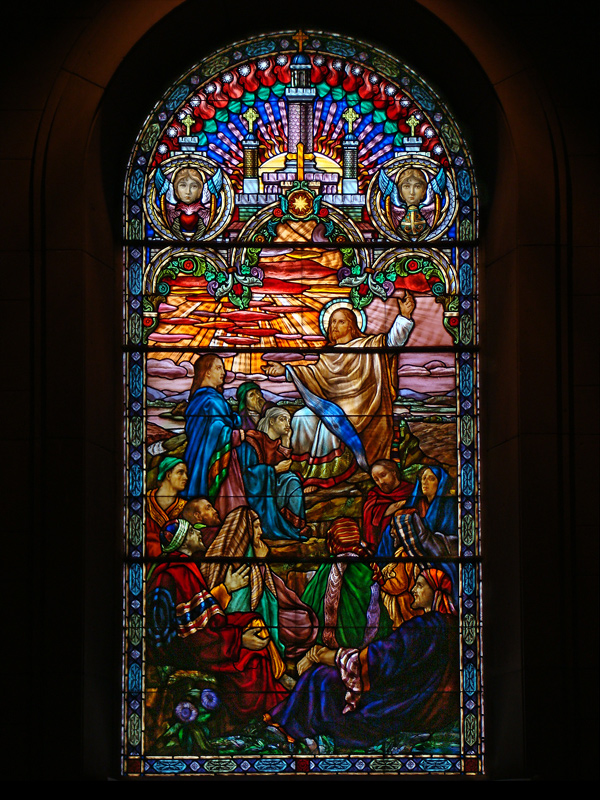
Vitrail de nef
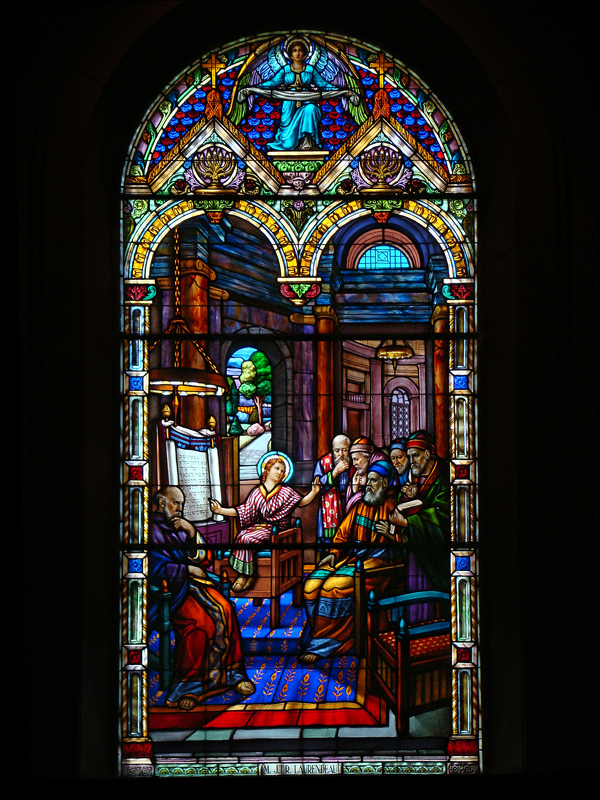
Vitrail de nef